# Милано (футбольный клуб)
Футбольный клуб «Милано» (макед. ФК Милано) — македонский футбольный клуб из города Куманово, основанный в 1990 году.

## История
В 2007 году клуб впервые вышел в Первую лигу Македонии, и сразу же занял 2 место, попутно выйдя в финал Кубка Македонии. В следующем сезоне клуб также занял второе место. Через сезон команда вылетела во второй дивизион с 9-го места, но из-за финансовых проблем была переведена в третью лигу. Ныне клуб выступает в региональных македонских лигах.

## Статистика выступлений
| Сезон   | Турнир                | И  | В  | Н | П  | З  | П  | Очки | Поз |
| ------- | --------------------- | -- | -- | - | -- | -- | -- | ---- | --- |
| 2007/08 | Первая лига Македонии | 33 | 21 | 3 | 9  | 74 | 35 | 66   | 2   |
| 2008/09 | Первая лига Македонии | 30 | 17 | 4 | 9  | 48 | 35 | 55   | 2   |
| 2009/10 | Первая лига Македонии | 26 | 1  | 3 | 22 | 14 | 81 | 6    | 9   |

## Достижения
- Серебряный призёр Чемпионата Македонии (2): 2007/08, 2008/09
- Финалист Кубка Македонии (1): 2007/08

## ФК «Милано» в Еврокубках
- Q1 = первый раунд квалификации
- Q2 = второй раунд квалификации

| Сезон   | Соревнование     | Раунд | Страна          | Клуб             | Счет     |
| ------- | ---------------- | ----- | --------------- | ---------------- | -------- |
| 2008/09 | Кубок УЕФА       | Q1    | Республика Кипр | Омония (Никосия) | 0-2, 1-2 |
| 2009/10 | Лига Европы УЕФА | Q2    | Хорватия        | Славен Белупо    | 0-4, 2-8 |